# Carlos Amaya
Carlos Andrés Amaya Rodríguez (Socha, 17 de septiembre de 1984) es un político colombiano, fue precandidato presidencial por Coalición de la Esperanza. Se define ideológicamente como de centro-izquierda. Desde sus inicios ha militado en las filas del partido Alianza Verde.
Inició su vida pública como líder estudiantil en Boyacá, apropiándose de la lucha estudiantil para llegar a la política. En 2010, fue electo representante a la Cámara por su departamento, siendo en su momento el congresista más joven, destacado con el premio TOYP (Ten Outstanding Young Persons Of the World) como uno de los 10 jóvenes más sobresalientes de Colombia. En 2015, con 30 años, se inscribió como candidato a la Gobernación de Boyacá, convirtiéndose el 25 de octubre en el gobernador más joven de su departamento desde que en Colombia se elige por voto popular a los mandatarios regionales. En su ejercicio en la Gobernación, fue destacado como mejor mandatario regional del país en dos ocasiones (2016 y 2019) por el panel de opinión realizado anualmente por la firma Cifras y Conceptos y finalizó su mandato como el gobernador con la mayor imagen favorable, según encuesta del Centro Nacional de Consultoría para el noticiero CM&. También fue reconocido por Colombia Líder como el mejor mandatario nacional en superación de la pobreza en 2018.
Entre sus logros más destacados en su paso por la gobernación está el de la superación de la pobreza monetaria, pobreza extrema y la desigualdad en niveles muy superiores a los nacionales, la reactivación del agro con la entrega de bancos de maquinaria a asociaciones campesinas, la construcción, remodelación y dotación de hospitales en todo el departamento y el impulso a la educación pública con la construcción de colegios y apoyo a la rebaja de matrículas en la Universidad Pedagógica y Tecnológica de Colombia, la prohibición del asbesto en la contratación de la Gobernación, la política medioambiental que incluyó el rechazo al fracking, la prohibición del plástico de un solo uso en la Gobernación y el cuidado de páramos y fuentes hídricas, entre otros.

## Biografía
Carlos Andrés Amaya Rodríguez es un político boyacense, nacido en Socha el 17 de septiembre de 1984. Es el segundo hijo de una familia campesina boyacense. Sus padres, el señor Luis Amaya, se dedicaba en su juventud a la venta de leche, y doña Gloria Rodríguez, quien falleció en un accidente automovilístico, en su juventud trabajó en servicios domésticos.
Su hermano menor, John, es ingeniero electrónico egresado de la Uptc, y su hermana mayor, Nancy, es ingeniera química egresada de la Universidad Nacional. Ambos cuentan con posgrados a nivel de maestría.
Está casado con la médica cordobesa Daniela Assís Fierro, con quien tiene dos hijos, David y Victoria.
El 12 de julio de 2016, siendo gobernador de Boyacá, cuando se dirigía por la vía que de Tunja conduce a Duitama a entablar diálogos con transportadores en medio del Paro de Transportadores, sufrió un accidente  que por poco le cuesta la vida. Luego de dos meses de hospitalizaciones, cirugías y terapias, retomó actividades.  

### Formación
Amaya realizó sus estudios de bachillerato en el Instituto de Bachillerato Técnico Industrial Minero Integrado y Nacionalizado, IBTIMIN de Paz de Río.
Sus estudios universitarios los realizó en Universidad Pedagógica y Tecnológica de Colombia, UPTC, en donde obtuvo el título de Ingeniero Electrónico. Luego se graduó como magíster en Gobierno y Políticas Públicas de la Universidad Externado de Colombia, y en 2020 cursa un máster interuniversitario en Historia Económica en la Universidad de Barcelona y en la Universidad Autónoma de Barcelona.  

## Liderazgo Estudiantil
Su comienzo en la vida pública se da en el seno del movimiento estudiantil en la UPTC, de la que fue representante estudiantil ante el Comité de Currículo, Consejo de Facultad y Consejo Superior entre los años 2004 y 2009.
Como líder estudiantil, fue presidente de la Federación Nacional de Representantes Estudiantiles, FENARES, órgano que reúne a los representantes estudiantiles ante consejos académicos y superiores de las universidades públicas y privadas de Colombia.
En 2008, fue elegido como el representante de todos los estudiantes universitarios de Colombia ante el Consejo Nacional de Educación Superior, CESU, máximo organismo consultivo de educación superior del Ministerio de Educación.
En 2008 y 2009 lideró las multitudinarias marchas estudiantiles departamentales y nacionales, con las que se le exigía al Gobierno nacional mayor presupuesto para la educación pública, momento en el que hace su primera intervención en el Capitolio Nacional, dando a conocer la problemática que atravesaba la educación pública.

## Representante a la Cámara

### Elección
En 2010, con 25 años de edad, es elegido como el representante a la Cámara por Boyacá, siendo el más joven de Colombia. Enarboló las banderas de la educación, la sostenibilidad ambiental, el agro como motor de desarrollo, el respeto por las ideas del contradictor y la paz como fundamento para un debate constructivo. Una particularidad es que a Boyacá fueron representantes estudiantiles de universidades de todo el país a respaldar su aspiración. 
En 2012 fue elegido como vicepresidente de la mesa directiva de la Cámara de Representantes.

### Jóvenes Verdes
En 2010 fue director nacional de jóvenes de la campaña presidencial de Antanas Mockus y en 2013 lideró la construcción y consolidación de la Organización Nacional de Jóvenes Verdes, que se fundó en el año 2013.  

### Acciones Legislativas
En 2011 lideró en el Congreso el hundimiento a la reforma a Ley General de Educación Superior, Ley 30 de 1992, respaldando las movilizaciones protagonizadas por la Mesa Amplia Nacional Estudiantil, MANE, en contra de la desfinanciación de la educación superior pública.
También promovió la Ley 1678 de 2013, la cual permite que los profesionales accedan a becas de posgrado.

### Control Político
En cuanto a control político, se destacaron los debates al Ministerio de Educación exigiendo mayor financiación estatal, calidad y autonomía en la educación superior y en todos los niveles; a los ministerios de Minas y Energía y de Ministerio de Ambiente exigiendo que se frenara la exploración y explotación petrolera en el departamento especialmente en alrededores del lago de Tota bajo el lema ‘No cambiamos agua por petróleo’; y al Ministerio TIC pidiendo una adecuada asignación del espectro radioeléctrico para evitar monopolio en los servicios de comunicaciones inalámbricas, promover la competencia para que se vea retribuido en mejor calidad y servicio prestado a los usuarios.

### Apoyo al Paro Agrario
En 2013, fue uno de los congresistas que apoyó las reivindicaciones de los campesinos en el Paro Agrario, siendo agredido por la fuerza pública en medio de una reunión con campesinos.
En entrevista con la periodista María Jimena Dusán para la revista Semana, manifestó que “Hay que decir es que el problema de Boyacá y del agro en el país no es de gobierno sino que viene de hace 20 años. Mi abuelito en 1994 se quebró. Dejó de sembrar maíz porque la apertura económica de Gaviria lo jodió. Y desde entonces, los campesinos vienen aguantando. La situación se agravó con el presidente Uribe, que creyó que el único problema del campo era la guerrilla”.

### Reconocimientos
En 2010, fue exaltado como uno de los diez jóvenes más sobresalientes de Colombia, con el premio TOYP (Ten Outstanding Young Persons Of the World), y en 2014 la revista Semana lo incluyó como uno de los 30 jóvenes menores de 30 años más destacados del país.

## Gobernador de Boyacá

### Elecciones
Luego de que, entre 2014 y 2015 lideró el Programa Nacional de Alfabetización del Ministerio de Educación Nacional, en 2015, con 30 años de edad, se inscribió como candidato a la Gobernación de Boyacá avalado por el partido Alianza Verde siendo elegido el 25 de octubre, convirtiéndose así en el más joven del país en dicho cuatrienio, y del departamento desde que existe la elección popular de gobernadores.
Dicha elección, que estuvo marcada por los ataques y falsedades en su contra, significó la ruptura del departamento con la clase política tradicional, configurando un nuevo mapa político y electoral, que se ratificó en los comicios de 2019 con la elección de un gobernador del partido Alianza Verde.

### Hechos de Gobierno
Su paso por la Gobernación estuvo marcado por un constante recorrido por los territorios, visitando los 123 municipios del departamento en un permanente diálogo con los boyacenses.

#### Superación de la pobreza
En su paso por la Gobernación, uno de los logros más significativos fue haber logrado reducir la pobreza monetaria 10 puntos por encima del resto del país y Boyacá fue uno de los departamentos de Colombia con mayor superación de la desigualdad (índice Gini) en el cuatrienio 2016 – 2019, según el DANE.
Impulsó el ingreso de empresas, principalmente en el sector agrario, logrando que su departamento empezara a exportar diferentes productos como café de primera calidad a Europa y a Asia.
Además, la política de atracción empresarial logró qué, en años como 2018, en Boyacá se registraron aproximadamente 11.000 empresas nuevas, mientras en 2015 tan solo lo hicieron 6.500, lo que ubicó al departamento como uno de los de menor desempleo en el país en el cuatrienio.

#### Educación
En el tema de educación, se construyeron y remodelaron colegios y se adquirieron buses para el transporte escolar destinados a niños habitantes de zonas rurales. Igualmente, se garantizó el Plan Alimentario Escolar durante todos los días del cuatrienio 2016-2020, el cual fue reconocido por el Ministerio de Educación Nacional como uno de los mejores del país.
De otra parte, se estableció la beca John Alexánder Pérez para que los bachilleres boyacenses con mejores puntajes en las Pruebas Saber 11 pudieran estudiar en la Uptc. Asimismo, Amaya impulsó en el seno del Consejo Superior de dicha universidad, la aprobación de la rebaja de matrículas, que empezó a cobijar sobre todo a los estudiantes de más bajos recursos.   

#### Agro
En el sector agrario, en el cuatrienio 2016 – 2019, fueron entregados bancos de maquinaria agrícola (tractores y modernos implementos de siembra) a asociaciones campesinas de todo el departamento, en la considerada mayor entrega de implementos agrícolas realizada por un gobierno departamental en Colombia. De la misma manera, fueron adecuados más de 10.000 kilómetros de vías terciarias, se construyeron placas – huella y se realizó un plan de vivienda rural y de electrificación y gasificación.

#### Medioambiente
En el sector medioambiental, Amaya fue un férreo opositor a la explotación de hidrocarburos mediante la técnica del fracking, siendo el primer mandatario regional en oponerse a dicha práctica. De la misma manera, Boyacá se convirtió en el primer departamento en prohibir el plástico de un solo uso en la contratación pública del departamento.
De otra parte, se proyectó el Centro de Ciencia y se apoyó en a los habitantes del páramo de Pisba en su reclamo por la incertidumbre ante la posible delimitación sin tener en cuenta a las comunidades. En su momento, Amaya manifestó que “el camino que debemos seguir es el de la concertación y no el de las imposiciones desde cómodas oficinas de Bogotá. Las decisiones que afectan a los territorios tienen que ser tomadas en diálogo abierto, franco y amplio con sus habitantes”.

#### Diálogo y paz
Amaya, quien siempre se ha catalogado como un defensor de la paz, fue uno de los grandes impulsores para que Boyacá fuera el único departamento del centro del país en el que ganó el ‘sí’ en el plebiscito por la Paz, realizado el 2 de octubre de 2016. 
Como defensor del diálogo como base para la superación de las diferencias, fue el principal impulsor de los acuerdos a los que llegaron, en 2017, el Gobierno nacional y los U’wa para reabrir el parque nacional natural El Cocuy, propendiendo por el reconocimiento pleno de la comunidad indígena e iniciando, con inversiones, a saldar la deuda histórica que tiene la nación con la misma.
En el paro nacional de noviembre de 2019, el entonces gobernador Amaya impulsó la estrategia ‘Sin miedo sin violencia’, que logró, mediante el diálogo entre manifestantes y fuerza pública, la casi total normalidad en orden público y el derecho a la protesta de forma pacífica.

#### Salud
Una de las acciones que más mereció atención mediática fue la prohibición del asbesto en contratación pública en la Gobernación, la cual se dio en 2019. En su momento, Daniel Medina, director de la Fundación Ana Cecilia Niño, mujer fallecida por los efectos de este elemento, manifestó “Yo creo que es un paso histórico para el país y en eso se merece un aplauso el gobernador. Es el primer departamento y le está haciendo un llamado a la Cámara de Representantes y le está mostrando que sí se puede prohibir el asbesto; sí es posible cerrarle la puerta definitivamente a la construcción con este elemento, a su uso”.
En cuanto a obras de infraestructura, en el cuatrienio 2016 – 2019, se finalizó el hospital de Moniquirá que llevaba 45 años inconcluso; y se invirtieron recursos para construcción, dotación o remodelación de más de 50 centros hospitalarios de todo el departamento; así como se entregaron cerca de 50 ambulancias, priorizando los municipios más alejados del centro del departamento.

#### Infraestructura
En cuanto a infraestructura, se finalizó la construcción de la terminal de transporte de Tunja Juan Velázquez de Gallo, considerada una de las más modernas del país. Asimismo, se dio inicio a inversiones en el acueducto y en la planta de tratamiento de aguas residuales de Chiquinquirá, ciudad que durante más de 50 años sufrió problemas de suministro de agua. En Duitama se finalizaron y se contrataron obras en importantes vías como la Carrera 20 o la Avenida Circunvalar, y en Sogamoso se finalizó el Plan Movilidad Sogamoso, que incluyó la intervención de nueve tramos viales. En Paipa y en diferentes municipios como Guateque y Garagoa se pavimentaron vías; y más de 50 municipios se beneficiaron con parques y espacios públicos; mientras en otros la inversión se dio en puentes, alcantarillados y similares.  
Globalmente, entre finalizadas, contratadas e iniciadas, se llegó a los 316 kilómetros de vías pavimentadas.

#### Bicentenario
La conmemoración de la Independencia de Colombia, que se selló el 7 de agosto de 1819, y cuyo bicentenario se conmemoró en 2019, tiene dos aspectos claves a destacar: las inversiones garantizadas y la celebración en sí.  

##### Pacto Bicentenario
Las inversiones fueron empezadas a gestionar por el gobernador Amaya desde 2016, logrando la firma del Contrato Bicentenario con el entonces presidente Juan Manuel Santos el 7 de agosto de 2017. En 2019 se firmó el Pacto Bicentenario con el ya presidente Iván Duque y la vicepresidenta Martha Lucía Ramírez, asegurando una inversión entre la nación y los cinco departamentos de la Ruta Libertadora por más de 3.3 billones de pesos destinados a proyectos que fueron presentados e impulsados por el Gobierno de Boyacá y respaldados por el Gobierno nacional y los demás gobiernos departamentales.  
Así, las mega-obras viales, le devuelven la relevancia a Boyacá en tanto el departamento se convierte en un eje de interconexiones del centro-oriente colombiano. Además, se calcula generarán más de 20.000 empleos en los próximos años.
Las obras son las siguientes:
- Mejoramiento de 54 kilómetros y construcción de la segunda calzada de 54 kilómetros en la vía Zipaquirá – Barbosa.
- Mejoramiento de 85 kilómetros en la vía La Lejía – Saravena.
- Mejoramiento de 129 kilómetros en la vía Belén – Socha – Sácama – La Cabuya – Paz de Ariporo.
- Mejoramiento de 29 kilómetros en la Puerto Boyacá – Otanche – Chiquinquirá.
- Mejoramiento de 81 kilómetros en la vía Duitama – Charalá – San Gil.
- Mejoramiento de 41 kilómetros en la vía Sogamoso – El Crucero – Toquilla – Pajarito – Aguazul.
- Terminación de la pavimentación de vía Vado Hondo – Labranzagrande – Yopal, iniciada en el gobierno Amaya.

##### Conmemoración
En cuanto a la conmemoración, se llevó a cabo una agenda de varias semanas, que incluyó conversatorios con la premio nobel de paz Rigoberta Menchú, conciertos, eventos culturales, deportivos, artísticos, un gigantesco video mapping proyectado en el casco histórico de Tunja, entre otros, eventos que lograron poner a Boyacá nuevamente en el primer plano y darle la relevancia merecida por el momento histórico.

#### Presidente de la Federación Nacional de Gobernadores
En 2019, fue elegido por sus homólogos como presidente de la Federación Nacional de Gobernadores, cargo desde el que se manifestó a favor de la descentralización y la necesidad de llevar la democracia plena a las regiones en el sentido de que sean los habitantes quienes tomen las decisiones que los afectan.

## Precandidatura presidencial
El 25 de febrero, a través de sus redes sociales, Carlos Amaya Archivado el 24 de marzo de 2021 en Wayback Machine. anunció su precandidatura presidencial como parte de la Coalición de la Esperanza
En su pronunciamiento manifestó que “Estoy convencido de la necesidad de sumar fuerzas entre todos por el cambio para Colombia (…). Creo y estoy seguro de que el partido saldrá victorioso en esta contienda electoral, creo que el Partido Verde se convertirá en la fuerza política más importante de Colombia y estoy muy emocionado de regresar a mi país para poder sumar mis esfuerzos, y recorrer Colombia”
En entrevista con el diario El Espectador, afirmó que “tomé la decisión de aspirar a ser precandidato presidencial de mi partido, el único en el que he militado y en el que estoy hace 13 años, en marzo de 2020 (…). Creo que es hora de que un proceso como el nuestro, que viene de las bases y de un movimiento social estudiantil, pueda participar con unos resultados qué mostrar”.
Igualmente, reafirmó su postura de no construir alrededor de una sola persona sino de un conjunto de ideas y de visiones de país. “¿Qué ventaja tiene nuestra coalición? Que se está construyendo algo no alrededor de una persona, sino de un programa y unas propuestas, así como múltiples visiones. Así las cosas, la postura que adoptemos no será la de una persona, sino la de la coalición”.